# Sina Beisser
Sina Beisser (geschrieben auch Sina Beißer; * 26. November 1990 in Öhringen) ist eine deutsche Sportkeglerin. Sie tritt für Victoria Bamberg an.

## Werdegang
Sina Beisser kam durch ihre Eltern zum Kegelsport und hat diesen schon als Jugendliche betrieben.

## Mannschaften
- 2001–2007: Öhringen
- 2007–2009: Weinsberg
- seit 2009: SKC 1947 Victoria Bamberg

## Erfolge
Deutsche Meisterschaft
- 5× Gold
- 2× Silber

Champions League
- 1× Gold

Weltmeisterschaft (U18, U23)
- 9× Gold
- 1× Silber

Weltpokal
- 2× Gold

## Weblink
- Spielerporträt von Sina Beisser (PDF; 146 kB)